# Dolmen de Toriñuelo
El Dolmen de Toriñuelo es un monumento funerario y pertenece en la época  calcolítica, que es como se suele llamar a la Edad del Cobre. Está situado a dos o tres kilómetros de distancia de Jerez de los Caballeros, perteneciente a la provincia de Badajoz, en la comunidad autónoma de Extremadura, España.
El sepulcro megalítico de Toriñuelo, situado en la granja de este mismo nombre, está dentro del grupo de sepulcros de cámara circular, o aproximada a un círculo. Está cubierta con una falsa cúpula y corredor o pasillo adintelado (elemento estructural horizontal que salva a un espacio entre dos apoyos) llamado «Tholoi». La característica más significativa desde el punto de vista constructivo son las dimensiones del «corredor adintelado» y la existencia de una “cámara” lateral.
En 2009, su titularidad pasó a ser pública. En 1926 fue declarado monumento nacional.

## Características constructivas
La cámara es ligeramente ovalada, de 3,80 m en su eje mayor y 3,50 m en el menor, estando delimitada por trece ortostatos, siendo un ortostato un bloque o losa vertical, adornada o no, que forma la hilada inferior de un muro. En un dolmen neolítico, los ortóstatos forman parcial o totalmente las paredes del monumento funerario megalítico y soportan las losas de la cobertera. Uno de estos ortostatos no se conserva en este dolmen. La mayoría son de granito y dos ellos son de  pizarra. Sobre este zócalo de ortostatos se apoyaba la cubierta, con forma de cúpula.
La estructura es una colina artificial, levantada mediante la superposición de tongadas o capas de arcilla y piedras todo muy compactado capa a capa. El dolmen está orientado en dirección este-oeste, tiene un largo corredor de acceso de unos 25 m. El corredor tiene una altura máxima de 1,42 m a la entrada con ligera disminución en el centro y aumentando en dirección a la intersección con la cámara. En el lateral norte del corredor hay un «nicho» de planta rectangular y de escasas dimensiones. El acceso a la cámara se realizaba por una doble rampa.

## Decoración del sepulcro
La decoración del sepulcro, en la que alternaban la pintura y el grabado, utilizaban el granito y la pizarra como soporte. Las pinturas han desaparecido, pero el grabado está en tres de los ortostatos que la delimitan con motivos radiales, circulares y en forma de serpientes.
El sepulcro está ubicado en un área rica en agricultura, ganadería y minería y su situación junto a un lugar de paso (más tarde conocida como Cañada Real), van a determinar la posibilidad de su reutilización. Así, junto al dolmen, se han localizado en el sector oeste unos muros correspondientes a la utilización del túmulo durante los siglos I a. C. y I d. C.